# Shang Yang Jia
 Shang Yang Jia, var en kinesisk monark. Han var kung av Shangdynastin 1296–1293 f.Kr.